# Пигин, Иван Фёдорович
Иван Фёдорович Пигин (20 июля 1902 года, с. Саваслейка, ныне Кулебакский район, Нижегородская область — 28 марта 1974 года, там же) — Герой Советского Союза. Гвардии майор.

## Биография
Иван Фёорович Пигин родился 20 июля 1902 года в селе Саваслейка Ардатовского уезда Нижегородской губернии (ныне в составе городского Кулебакского округа Нижегородской области) в семье крестьянина.
Окончил три класса сельской школы. В 1919 году поступил на работу стрелочником на Кулебакский металлургический завод, затем работал кочегаром. За безупречный труд Пигин был награждён знаком «Почётный железнодорожник».
В 1930 году Иван Пигин вступил в ряды ВКП(б). В 1931 году был направлен на учёбу в краевую советско-партийную школу в Муром. С 1931 по 1933 годы служил в рядах РККА. Демобилизовавшись, Иван Пигин работал председателем сельсовета, затем заведующим отделом сельского хозяйства Кулебакского райисполкома.
В 1942 году во второй раз был призван в армию. В марте 1943 года Пигин окончил курсы командного состава и был назначен заместителем командира роты по политической части, затем — командиром стрелковой роты. Со своей ротой форсировал Днепр и Днестр, а также принимал участие в освобождении Румынии, Болгарии и Югославии.
14 ноября 1944 года Иван Пигин с группой бойцов первым переправился через Дунай у населённого пункта Батина (южнее города Апатин, Югославия). Овладев небольшим плацдармом, рота за три часа отбила восемь контратак, нанеся противнику значительный урон. При этом капитан Пигин был тяжело ранен, но не оставил поле боя и продолжил командование ротой.
Указом Президиума Верховного Совета СССР от 23 марта 1945 года за образцовое выполнение боевых заданий командования на фронте борьбы с немецко-фашистскими захватчиками и проявленные при этом мужество и героизм гвардии капитану Ивану Фёдоровичу Пигину было присвоено звание Героя Советского Союза с вручением ордена Ленина и медали «Золотая Звезда» № 8272.
В мае 1945 года майор Пигин был уволен в запас и вернулся на родину, где четыре года работал председателем сельпо и сельсовета в Саваслейке, а затем шесть лет бригадиром и мастером на Кулебакском металлургическом заводе.
В 1956 году Иван Пигин ушёл на пенсию и жил в селе Саваслейка, где и умер 28 марта 1974 года. Похоронен в г. Кулебаки.

## Награды
- медаль «Золотая Звезда»;
- орден Ленина;
- орден Красного Знамени;
- орден Отечественной войны 1-й степени;
- медали.

## Память
- На доме в селе Саваслейка, где жил Иван Пигин, установлена мемориальная доска.
- Памятная доска установлена в г. Кулебаки (Нижегородская область) на Стене Героев на мемориальном комплексе площади Победы.

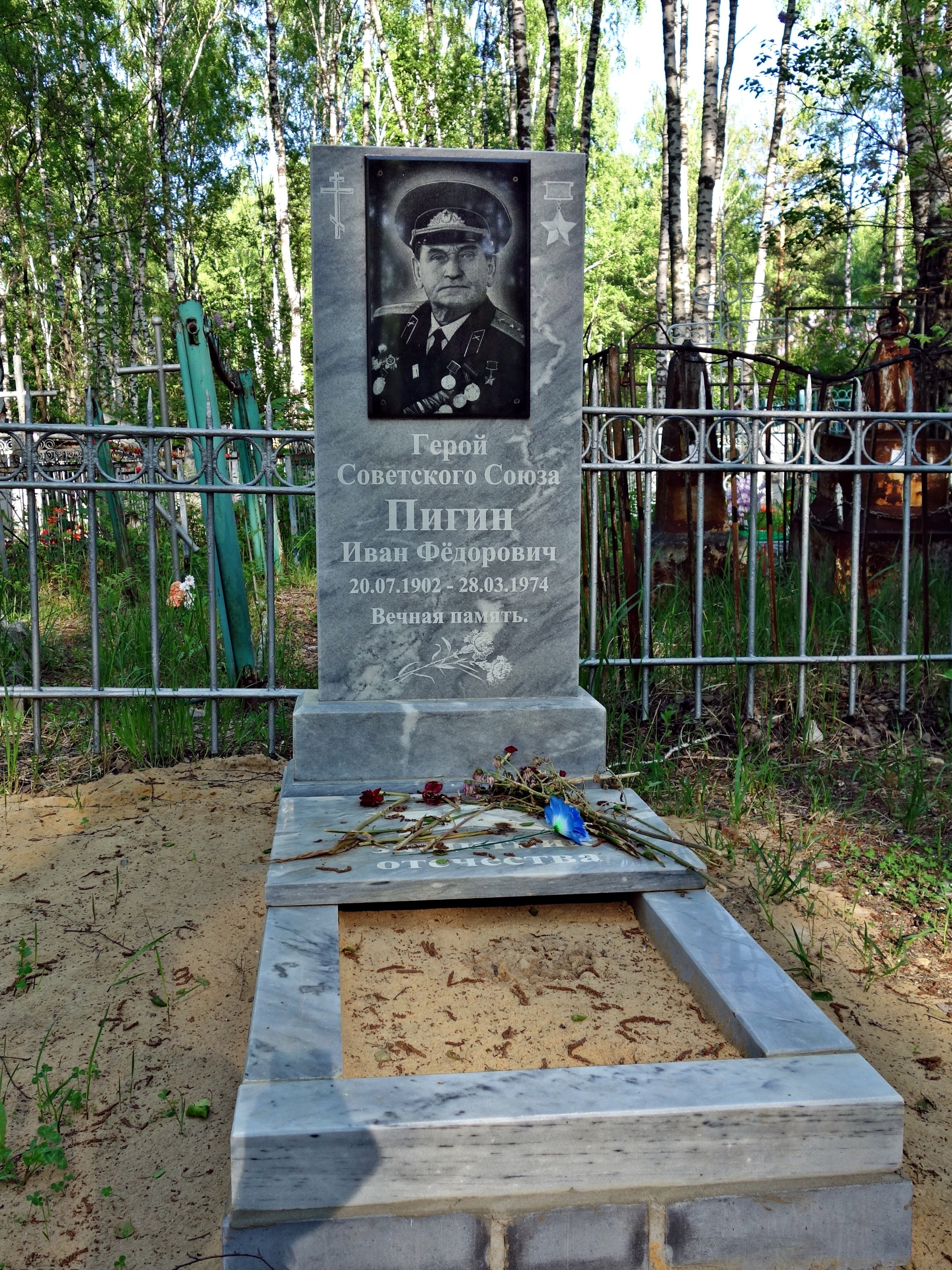
Могила И.Ф. Пигина в Кулебаках
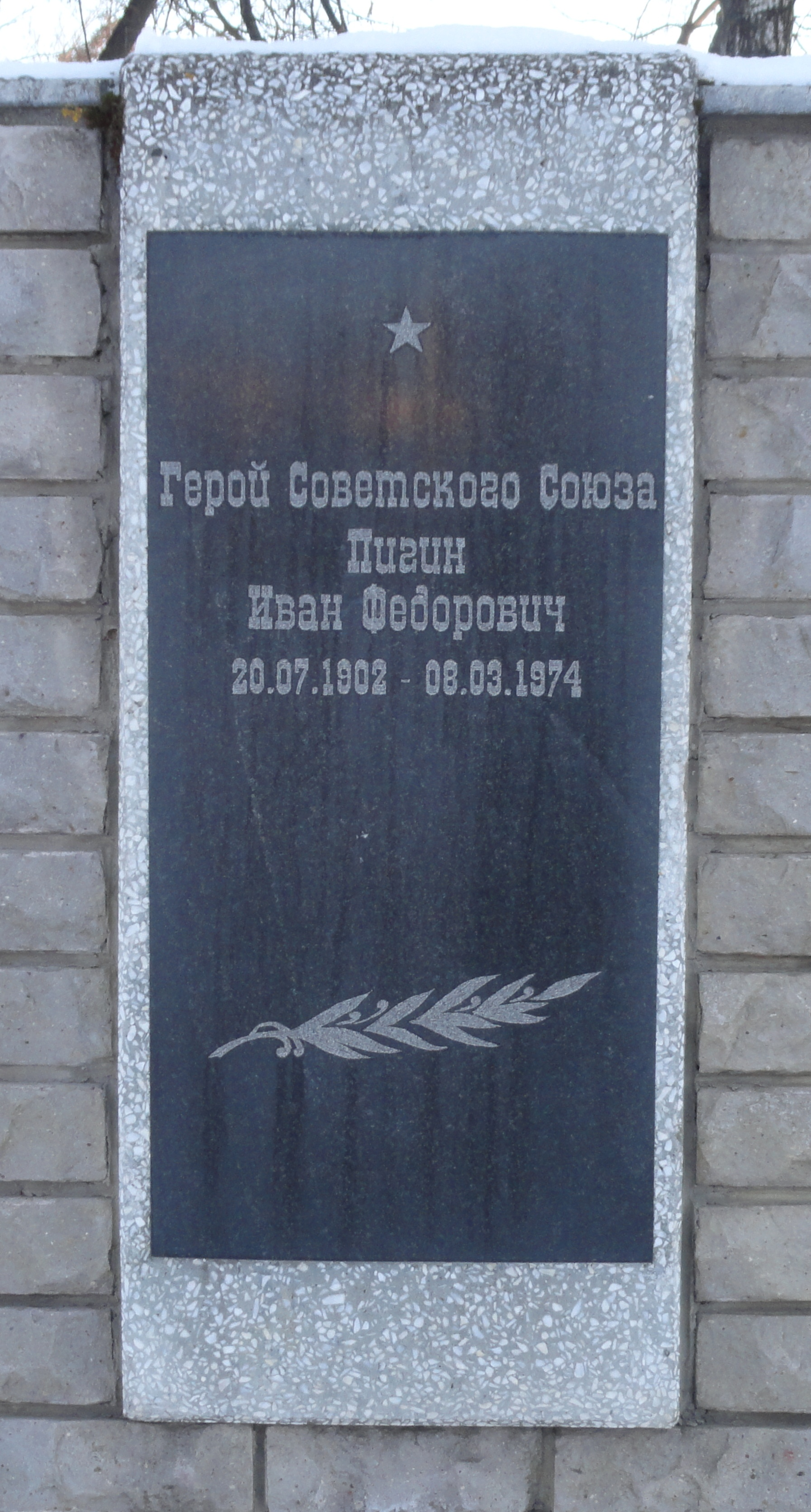
Памятная доска на Стене Героев нв Кулебаках